# Cifuentes (Cuba)
Cifuentes es un municipio de la provincia de Villa Clara en el centro de Cuba. 

## Límites
El territorio municipal tiene límites:
- Norte: con Sagua la Grande, desde la presa "Alacranes" hasta el punto conocido por "Manolita" o "Cuatro Caminos", durante 33 km; desde este punto limita con Encrucijada 26 km hasta la confluencia del río Ayagán.

- Este: con Camajuaní desde el punto conocido como "Rosete", 6 km hasta el terraplén que une a "Las Margaritas" con la carretera Camajuaní-Santa Clara; desde este terraplén a la loma "El Sijú" limita con Santa Clara, 25 km.

- Suroeste: con Ranchuelo desde la loma "El Sijú" hasta el punto conocido por "San José" empleando en estos límites 37 km.

- Oeste: con Santo Domingo, 13 km.

- Noroeste: una parte del municipio limita con la presa "Alacranes".